# Microrégion de Macaíba

Localisation de la microrégion de Macaíba

La microrégion de Macaíba est l'une des quatre microrégions qui subdivisent la mésorégion de l'est de l'État du Rio Grande do Norte au Brésil.
Elle comporte 5 municipalités qui regroupaient 283 561 habitants en 2006 pour une superficie totale de 2 103 km2.

## Municipalités
- Ceará-Mirim
- Macaíba
- Nísia Floresta
- São Gonçalo do Amarante
- São José de Mipibu